# Arthur P. Jacobs
Arthur P. Jacobs (Los Angeles, 1922. március 7. – Los Angeles, 1973. június 27.) amerikai független film producer. Nevéhez fűződik A majmok bolygója sorozat.

## Életpályája
Arthur P. Jacobs 1922-ben született Los Angelesben. A University of Southern California hallgatója volt. Pályafutását a MGM-nél kezdet, később a Warner Brothers-nál dolgozott, egészen 1964-ig. Ekkor figyelmét a produceri munkák felé irányította. Első produceri alkotása a What a Way to Go! (1964). Ezt követte az Oscar-díjra jelölt Doctor Dolittle (1967). A 60-as években sikeres és független producerré válik. Legismertebb alkotása A majmok bolygója sorozat (1968-73). Jacobs 1973-ban hunyt el.

## Fontosabb produceri munkái
- 1974 - Huckleberry Finn kalandjai (Huckleberry Finn)
- 1973 - A majmok bolygója 5. – A csata (Battle for the Planet of the Apes)
- 1973 - Topper Returns
- 1973 - Tom Sawyer
- 1972 - A majmok bolygója 4. – A hódítás (Conquest of the Planet of the Apes)
- 1972 - Játszd újra Sam! (Play It Again, Sam)
- 1971 - A majmok bolygója 3. – A menekülés (Escape from the Planet of the Apes)
- 1970 - A majmok bolygója 2. (Beneath the Planet of the Apes)
- 1969 - Viszlát, Mr. Chips! (Goodbye, Mr. Chips)
- 1969 - The Chairman
- 1968 - A majmok bolygója (Planet of the Apes)
- 1967 - Doctor Dolittle
- 1964 - Melyik úton járjak?

## Díjai
- 1968 - Oscar-díj jelölés: Legjobb film (Doctor Dolittle)